# Margaretha van Engeland (Brabant)
Margaretha van Engeland (Windsor Castle, 15 maart 1275 – Brussel, na 1333) was het tiende kind en de zevende dochter van koning Eduard I van Engeland en zijn eerste vrouw, Eleanora van Castilië. In het jaar dat haar moeder stierf, 1290, trouwde ze met hertog Jan II van Brabant. Margaretha en Jan hadden één kind, Jan III van Brabant.

## Familie
Margaretha werd geboren op 15 maart 1275 in Windsor Castle. Ze was het tiende kind van koning Edward I en zijn nicht Eleonora. Uiteindelijk had Margaretha vijftien broers en zussen, onder wie de latere koning Edward II van Engeland.

## Hertogin
Op 8 juli 1290 trouwde de vijftienjarige Margaretha met de een jaar jongere Jan II van Brabant in Westminster Abbey te Londen. Minder dan vier jaar later, op 3 mei 1294, werd haar echtgenoot hertog en zij dus hertogin. Ze kende haar wederhelft al sinds hun kleutertijd, aangezien de verloving van 1278 dateerde, toen ze drie jaar oud was. Het huwelijksfeest was van een schitterende extravagantie. Er was een optocht van ridders in volle wapenuitrusting en rijkelijk opgeklede dames die door de straten van Londen trokken, zingend op de muziek van harpisten, minestrelen en violisten, terwijl narren in het rond dansten.
Margaretha, beschreven als een opgewekt kind in haar jeugd, was ongelukkig aan het hof van Brabant. Noodgedwongen moest ze de nooit aflatende défilé van Jans minnaressen ondergaan en de buitenechtelijke kinderen die ze hem baarden. Ze werden allemaal aan het hof opgevoed met haar eigen zoon Jan, geboren tien jaar na hun huwelijk. Hij zou zijn vader opvolgen.
Tijdens de regering van Jan II bleef Brabant een coalitie steunen om de Franse expansie te stoppen. Hij probeerde Zuid-Holland te veroveren op de pro-Franse graaf Jan II, maar zonder succes. De hertog, die aan nierstenen leed en zijn hertogdom vredig aan zijn zoon wilde overlaten, stond in 1312 het beroemde Charter van Kortenberg toe.
Margaretha en Jan waren te gast op het huwelijk van haar broer Edward met Isabella van Frankrijk in Boulogne op 25 januari 1308. Ze vergezelden het koninklijke paar naar Engeland voor hun gezamenlijke kroning de volgende maand in de abdij van Westminster.
Margaretha stierf tweeëntwintig jaar na haar echtgenoot en werd begraven in de Sint-Michielskerk van Brussel. Van Edwards negentien kinderen leefde Margaretha het langst, zelfs tot in de regering van haar neef Edward III van Engeland. Haar graf en dat van haar echtgenoot zijn vernield.

## Opdracht
Jan van Heelu droeg zijn rijmkroniek over de Slag bij Woeringen op aan Vrouwe Margriete van Inghelant, met de bedoeling dat ze er dietsch in leeren moghe.

## Kwartierstaat (voorouders)
| Jan zonder Land (ca. 1166-1216)   | Jan zonder Land (ca. 1166-1216)   | Jan zonder Land (ca. 1166-1216)   | Jan zonder Land (ca. 1166-1216)   | Jan zonder Land (ca. 1166-1216)      | Jan zonder Land (ca. 1166-1216)      | Isabella van Angoulême (ca. 1188-1246 ) | Isabella van Angoulême (ca. 1188-1246 ) | Isabella van Angoulême (ca. 1188-1246 ) | Isabella van Angoulême (ca. 1188-1246 ) | Isabella van Angoulême (ca. 1188-1246 ) | Isabella van Angoulême (ca. 1188-1246 ) |                                   |                                   | Raymond Berengarius V van Provence (1198-1245) | Raymond Berengarius V van Provence (1198-1245) | Raymond Berengarius V van Provence (1198-1245) | Raymond Berengarius V van Provence (1198-1245) | Raymond Berengarius V van Provence (1198-1245) | Raymond Berengarius V van Provence (1198-1245) | Beatrix van Savoye (1205-1266)        | Beatrix van Savoye (1205-1266)        | Beatrix van Savoye (1205-1266) | Beatrix van Savoye (1205-1266) | Beatrix van Savoye (1205-1266)         | Beatrix van Savoye (1205-1266)         |                                        |                                        | Alfons IX van León (1171-1230)         | Alfons IX van León (1171-1230)         | Alfons IX van León (1171-1230) | Alfons IX van León (1171-1230) | Alfons IX van León (1171-1230)         | Alfons IX van León (1171-1230)         | Berenguela van Castilië (1180-1246)    | Berenguela van Castilië (1180-1246)    | Berenguela van Castilië (1180-1246)    | Berenguela van Castilië (1180-1246)    | Berenguela van Castilië (1180-1246) | Berenguela van Castilië (1180-1246) |                                    |                                    | Simon van Dammartin (ca. 1180-1239) | Simon van Dammartin (ca. 1180-1239) | Simon van Dammartin (ca. 1180-1239)   | Simon van Dammartin (ca. 1180-1239)   | Simon van Dammartin (ca. 1180-1239)   | Simon van Dammartin (ca. 1180-1239)   | Maria van Ponthieu (1199-1250)        | Maria van Ponthieu (1199-1250)        | Maria van Ponthieu (1199-1250) | Maria van Ponthieu (1199-1250) | Maria van Ponthieu (1199-1250) | Maria van Ponthieu (1199-1250) |  |  |  |  |  |  |  |  |  |  |  |  |  |  |  |  |  |  |  |  |  |  |  |  |  |  |  |  |  |  |  |  |  |  |  |  |  |  |  |  |  |  |  |  |  |  |  |  |
| Jan zonder Land (ca. 1166-1216)   | Jan zonder Land (ca. 1166-1216)   | Jan zonder Land (ca. 1166-1216)   | Jan zonder Land (ca. 1166-1216)   | Jan zonder Land (ca. 1166-1216)      | Jan zonder Land (ca. 1166-1216)      | Isabella van Angoulême (ca. 1188-1246 ) | Isabella van Angoulême (ca. 1188-1246 ) | Isabella van Angoulême (ca. 1188-1246 ) | Isabella van Angoulême (ca. 1188-1246 ) | Isabella van Angoulême (ca. 1188-1246 ) | Isabella van Angoulême (ca. 1188-1246 ) |                                   |                                   | Raymond Berengarius V van Provence (1198-1245) | Raymond Berengarius V van Provence (1198-1245) | Raymond Berengarius V van Provence (1198-1245) | Raymond Berengarius V van Provence (1198-1245) | Raymond Berengarius V van Provence (1198-1245) | Raymond Berengarius V van Provence (1198-1245) | Beatrix van Savoye (1205-1266)        | Beatrix van Savoye (1205-1266)        | Beatrix van Savoye (1205-1266) | Beatrix van Savoye (1205-1266) | Beatrix van Savoye (1205-1266)         | Beatrix van Savoye (1205-1266)         |                                        |                                        | Alfons IX van León (1171-1230)         | Alfons IX van León (1171-1230)         | Alfons IX van León (1171-1230) | Alfons IX van León (1171-1230) | Alfons IX van León (1171-1230)         | Alfons IX van León (1171-1230)         | Berenguela van Castilië (1180-1246)    | Berenguela van Castilië (1180-1246)    | Berenguela van Castilië (1180-1246)    | Berenguela van Castilië (1180-1246)    | Berenguela van Castilië (1180-1246) | Berenguela van Castilië (1180-1246) |                                    |                                    | Simon van Dammartin (ca. 1180-1239) | Simon van Dammartin (ca. 1180-1239) | Simon van Dammartin (ca. 1180-1239)   | Simon van Dammartin (ca. 1180-1239)   | Simon van Dammartin (ca. 1180-1239)   | Simon van Dammartin (ca. 1180-1239)   | Maria van Ponthieu (1199-1250)        | Maria van Ponthieu (1199-1250)        | Maria van Ponthieu (1199-1250) | Maria van Ponthieu (1199-1250) | Maria van Ponthieu (1199-1250) | Maria van Ponthieu (1199-1250) |  |  |  |  |  |  |  |  |  |  |  |  |  |  |  |  |  |  |  |  |  |  |  |  |  |  |  |  |  |  |  |  |  |  |  |  |  |  |  |  |  |  |  |  |  |  |  |  |
|                                   |                                   |                                   |                                   |                                      |                                      |                                         |                                         |                                         |                                         |                                         |                                         |                                   |                                   |                                                |                                                |                                                |                                                |                                                |                                                |                                       |                                       |                                |                                |                                        |                                        |                                        |                                        |                                        |                                        |                                |                                |                                        |                                        |                                        |                                        |                                        |                                        |                                     |                                     |                                    |                                    |                                     |                                     |                                       |                                       |                                       |                                       |                                       |                                       |                                |                                |                                |                                |  |  |  |  |  |  |  |  |  |  |  |  |  |  |  |  |  |  |  |  |  |  |  |  |  |  |  |  |  |  |  |  |  |  |  |  |  |  |  |  |  |  |  |  |  |  |  |  |
|                                   |                                   |                                   |                                   | Hendrik III van Engeland (1207-1272) | Hendrik III van Engeland (1207-1272) | Hendrik III van Engeland (1207-1272)    | Hendrik III van Engeland (1207-1272)    | Hendrik III van Engeland (1207-1272)    | Hendrik III van Engeland (1207-1272)    |                                         |                                         |                                   |                                   |                                                |                                                | Eleonora van Provence (ca. 1223-1291)          | Eleonora van Provence (ca. 1223-1291)          | Eleonora van Provence (ca. 1223-1291)          | Eleonora van Provence (ca. 1223-1291)          | Eleonora van Provence (ca. 1223-1291) | Eleonora van Provence (ca. 1223-1291) |                                |                                |                                        |                                        |                                        |                                        |                                        |                                        |                                |                                | Ferdinand III van Castilië (1199-1252) | Ferdinand III van Castilië (1199-1252) | Ferdinand III van Castilië (1199-1252) | Ferdinand III van Castilië (1199-1252) | Ferdinand III van Castilië (1199-1252) | Ferdinand III van Castilië (1199-1252) |                                     |                                     |                                    |                                    |                                     |                                     | Johanna van Dammartin (ca. 1220-1279) | Johanna van Dammartin (ca. 1220-1279) | Johanna van Dammartin (ca. 1220-1279) | Johanna van Dammartin (ca. 1220-1279) | Johanna van Dammartin (ca. 1220-1279) | Johanna van Dammartin (ca. 1220-1279) |                                |                                |                                |                                |  |  |  |  |  |  |  |  |  |  |  |  |  |  |  |  |  |  |  |  |  |  |  |  |  |  |  |  |  |  |  |  |  |  |  |  |  |  |  |  |  |  |  |  |  |  |  |  |
|                                   |                                   |                                   |                                   | Hendrik III van Engeland (1207-1272) | Hendrik III van Engeland (1207-1272) | Hendrik III van Engeland (1207-1272)    | Hendrik III van Engeland (1207-1272)    | Hendrik III van Engeland (1207-1272)    | Hendrik III van Engeland (1207-1272)    |                                         |                                         |                                   |                                   |                                                |                                                | Eleonora van Provence (ca. 1223-1291)          | Eleonora van Provence (ca. 1223-1291)          | Eleonora van Provence (ca. 1223-1291)          | Eleonora van Provence (ca. 1223-1291)          | Eleonora van Provence (ca. 1223-1291) | Eleonora van Provence (ca. 1223-1291) |                                |                                |                                        |                                        |                                        |                                        |                                        |                                        |                                |                                | Ferdinand III van Castilië (1199-1252) | Ferdinand III van Castilië (1199-1252) | Ferdinand III van Castilië (1199-1252) | Ferdinand III van Castilië (1199-1252) | Ferdinand III van Castilië (1199-1252) | Ferdinand III van Castilië (1199-1252) |                                     |                                     |                                    |                                    |                                     |                                     | Johanna van Dammartin (ca. 1220-1279) | Johanna van Dammartin (ca. 1220-1279) | Johanna van Dammartin (ca. 1220-1279) | Johanna van Dammartin (ca. 1220-1279) | Johanna van Dammartin (ca. 1220-1279) | Johanna van Dammartin (ca. 1220-1279) |                                |                                |                                |                                |  |  |  |  |  |  |  |  |  |  |  |  |  |  |  |  |  |  |  |  |  |  |  |  |  |  |  |  |  |  |  |  |  |  |  |  |  |  |  |  |  |  |  |  |  |  |  |  |
|                                   |                                   |                                   |                                   |                                      |                                      |                                         |                                         |                                         |                                         | Eduard I van Engeland (1239-1307)       | Eduard I van Engeland (1239-1307)       | Eduard I van Engeland (1239-1307) | Eduard I van Engeland (1239-1307) | Eduard I van Engeland (1239-1307)              | Eduard I van Engeland (1239-1307)              |                                                |                                                |                                                |                                                |                                       |                                       |                                |                                |                                        |                                        |                                        |                                        |                                        |                                        |                                |                                |                                        |                                        |                                        |                                        |                                        |                                        | Eleonora van Castilië (1241-1290)   | Eleonora van Castilië (1241-1290)   | Eleonora van Castilië (1241-1290)  | Eleonora van Castilië (1241-1290)  | Eleonora van Castilië (1241-1290)   | Eleonora van Castilië (1241-1290)   |                                       |                                       |                                       |                                       |                                       |                                       |                                |                                |                                |                                |  |  |  |  |  |  |  |  |  |  |  |  |  |  |  |  |  |  |  |  |  |  |  |  |  |  |  |  |  |  |  |  |  |  |  |  |  |  |  |  |  |  |  |  |  |  |  |  |
|                                   |                                   |                                   |                                   |                                      |                                      |                                         |                                         |                                         |                                         | Eduard I van Engeland (1239-1307)       | Eduard I van Engeland (1239-1307)       | Eduard I van Engeland (1239-1307) | Eduard I van Engeland (1239-1307) | Eduard I van Engeland (1239-1307)              | Eduard I van Engeland (1239-1307)              |                                                |                                                |                                                |                                                |                                       |                                       |                                |                                |                                        |                                        |                                        |                                        |                                        |                                        |                                |                                |                                        |                                        |                                        |                                        |                                        |                                        | Eleonora van Castilië (1241-1290)   | Eleonora van Castilië (1241-1290)   | Eleonora van Castilië (1241-1290)  | Eleonora van Castilië (1241-1290)  | Eleonora van Castilië (1241-1290)   | Eleonora van Castilië (1241-1290)   |                                       |                                       |                                       |                                       |                                       |                                       |                                |                                |                                |                                |  |  |  |  |  |  |  |  |  |  |  |  |  |  |  |  |  |  |  |  |  |  |  |  |  |  |  |  |  |  |  |  |  |  |  |  |  |  |  |  |  |  |  |  |  |  |  |  |
|                                   |                                   |                                   |                                   |                                      |                                      |                                         |                                         |                                         |                                         |                                         |                                         |                                   |                                   |                                                |                                                |                                                |                                                |                                                |                                                |                                       |                                       |                                |                                |                                        |                                        |                                        |                                        |                                        |                                        |                                |                                |                                        |                                        |                                        |                                        |                                        |                                        |                                     |                                     |                                    |                                    |                                     |                                     |                                       |                                       |                                       |                                       |                                       |                                       |                                |                                |                                |                                |  |  |  |  |  |  |  |  |  |  |  |  |  |  |  |  |  |  |  |  |  |  |  |  |  |  |  |  |  |  |  |  |  |  |  |  |  |  |  |  |  |  |  |  |  |  |  |  |
|                                   |                                   |                                   |                                   |                                      |                                      |                                         |                                         |                                         |                                         |                                         |                                         |                                   |                                   |                                                |                                                |                                                |                                                |                                                |                                                |                                       |                                       |                                |                                |                                        |                                        |                                        |                                        |                                        |                                        |                                |                                |                                        |                                        |                                        |                                        |                                        |                                        |                                     |                                     |                                    |                                    |                                     |                                     |                                       |                                       |                                       |                                       |                                       |                                       |                                |                                |                                |                                |  |  |  |  |  |  |  |  |  |  |  |  |  |  |  |  |  |  |  |  |  |  |  |  |  |  |  |  |  |  |  |  |  |  |  |  |  |  |  |  |  |  |  |  |  |  |  |  |
| Eleonora van Engeland (1269-1298) | Eleonora van Engeland (1269-1298) | Eleonora van Engeland (1269-1298) | Eleonora van Engeland (1269-1298) | Eleonora van Engeland (1269-1298)    | Eleonora van Engeland (1269-1298)    |                                         |                                         | Johanna van Akko (1271-1307)            | Johanna van Akko (1271-1307)            | Johanna van Akko (1271-1307)            | Johanna van Akko (1271-1307)            | Johanna van Akko (1271-1307)      | Johanna van Akko (1271-1307)      |                                                |                                                | Alfons van Chester (1273-1284)                 | Alfons van Chester (1273-1284)                 | Alfons van Chester (1273-1284)                 | Alfons van Chester (1273-1284)                 | Alfons van Chester (1273-1284)        | Alfons van Chester (1273-1284)        |                                |                                | Margaretha van Engeland (1275-na 1333) | Margaretha van Engeland (1275-na 1333) | Margaretha van Engeland (1275-na 1333) | Margaretha van Engeland (1275-na 1333) | Margaretha van Engeland (1275-na 1333) | Margaretha van Engeland (1275-na 1333) |                                |                                | Elisabeth van Engeland (1282-1316)     | Elisabeth van Engeland (1282-1316)     | Elisabeth van Engeland (1282-1316)     | Elisabeth van Engeland (1282-1316)     | Elisabeth van Engeland (1282-1316)     | Elisabeth van Engeland (1282-1316)     |                                     |                                     | Eduard II van Engeland (1284-1327) | Eduard II van Engeland (1284-1327) | Eduard II van Engeland (1284-1327)  | Eduard II van Engeland (1284-1327)  | Eduard II van Engeland (1284-1327)    | Eduard II van Engeland (1284-1327)    |                                       |                                       | 10 broers en zusters                  | 10 broers en zusters                  | 10 broers en zusters           | 10 broers en zusters           | 10 broers en zusters           | 10 broers en zusters           |  |  |  |  |  |  |  |  |  |  |  |  |  |  |  |  |  |  |  |  |  |  |  |  |  |  |  |  |  |  |  |  |  |  |  |  |  |  |  |  |  |  |  |  |  |  |  |  |